# Torneo de Róterdam 2016
El ABN AMRO World Tennis Tournament 2016 es un evento de tenis ATP World Tour de la serie 500, que se disputó en Róterdam (Países Bajos) en el estadio Ahoy entre el 8 y el 14 de febrero de 2016.

## Cabezas de serie

### Individual
| Tenista               | Ranking | Preclasificado |
| Richard Gasquet       | 10      | 1              |
| Marin Čilić           | 13      | 2              |
| Gilles Simon          | 15      | 3              |
| David Goffin          | 16      | 4              |
| Gaël Monfils          | 17      | 5              |
| Roberto Bautista Agut | 18      | 6              |
| Benoît Paire          | 21      | 7              |
| Viktor Troicki        | 25      | 8              |

- Ranking del 1 de febrero de 2016

### Dobles
| Tenista                       | Ranking | Preclasificado |
| Jean-Julien Rojer Horia Tecău | 7       | 1              |
| Ivan Dodig Marcelo Melo       | 8       | 1              |
| Jamie Murray Daniel Nestor    | 13      | 2              |
| Rohan Bopanna Florin Mergea   | 20      | 4              |

## Campeones

### Individuales masculino
Martin Kližan  venció a  Gaël Monfils por 6-7(1), 6-3, 6-1

### Dobles masculino
Nicolas Mahut  /  Vasek Pospisil vencieron a  Philipp Petzschner  /  Alexander Peya por 7-6(2), 6-4